# Deutsche Astronautische Gesellschaft

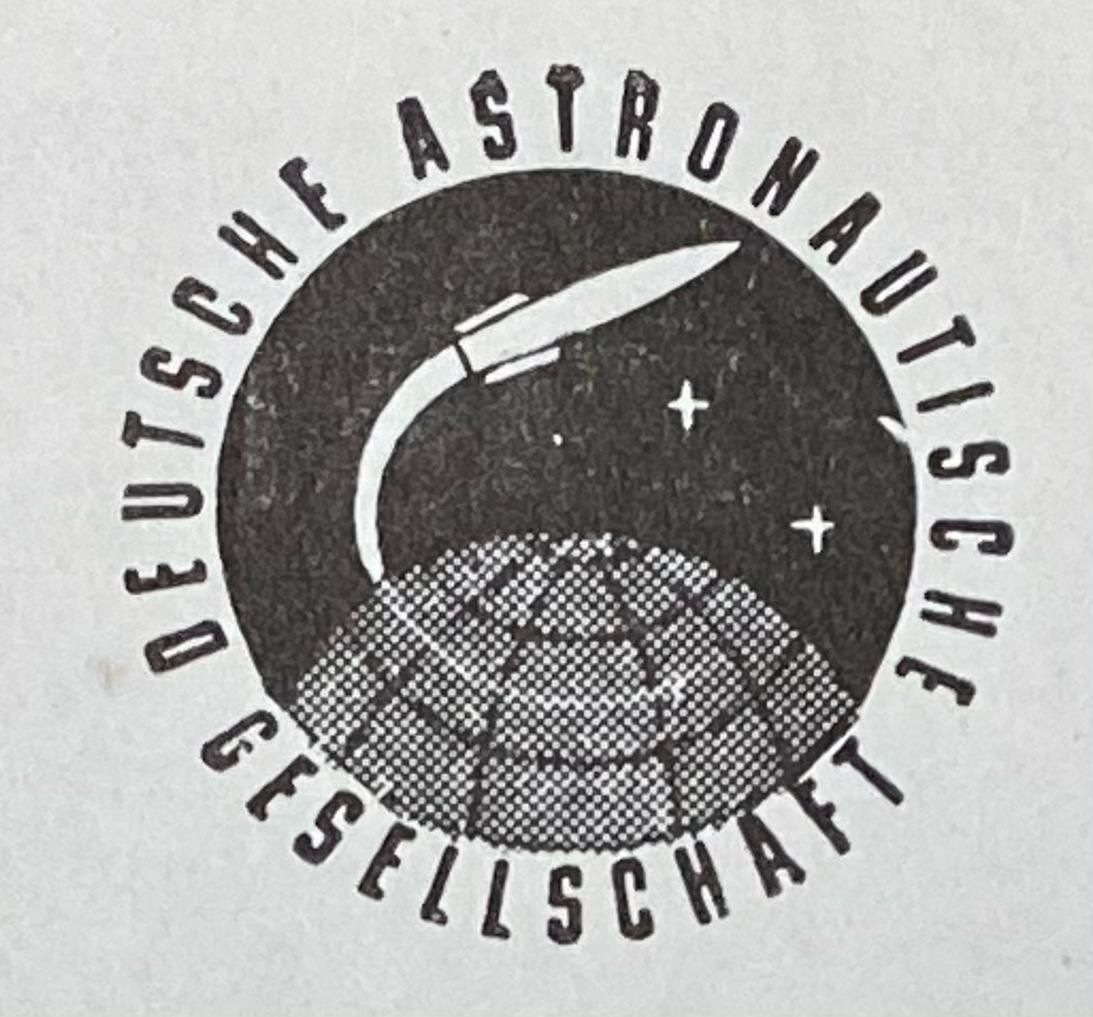
Logo der DAG 1965

Die Deutsche Astronautische Gesellschaft (DAG) war eine Vereinigung in der DDR von Vertretern verschiedener Fachrichtungen, die es sich zur Aufgabe gestellt hatte, die Erforschung und Nutzung des Weltraums zu fördern, zur Internationalen Zusammenarbeit auf diesem Gebiet beizutragen und breiten Kreisen Kenntnisse über die Weltraumforschung zu vermitteln.

## Geschichte
Die DAG wurde am 22. Juni 1960 in Berlin gegründet. Der Sitz der DAG war Ost-Berlin. Die Gründungsmitglieder wählten den Experten für Raketensteuerung, Ferdinand Ruhle, zum ersten Präsidenten der Gesellschaft. Die DAG war der Akademie der Wissenschaften der DDR angeschlossen.
Auf dem XI. Kongress der Internationalen Astronautischen Föderation (IAF) 1960 in Stockholm erfolgte die Aufnahme der DAG als stimmberechtigtes Mitglied.

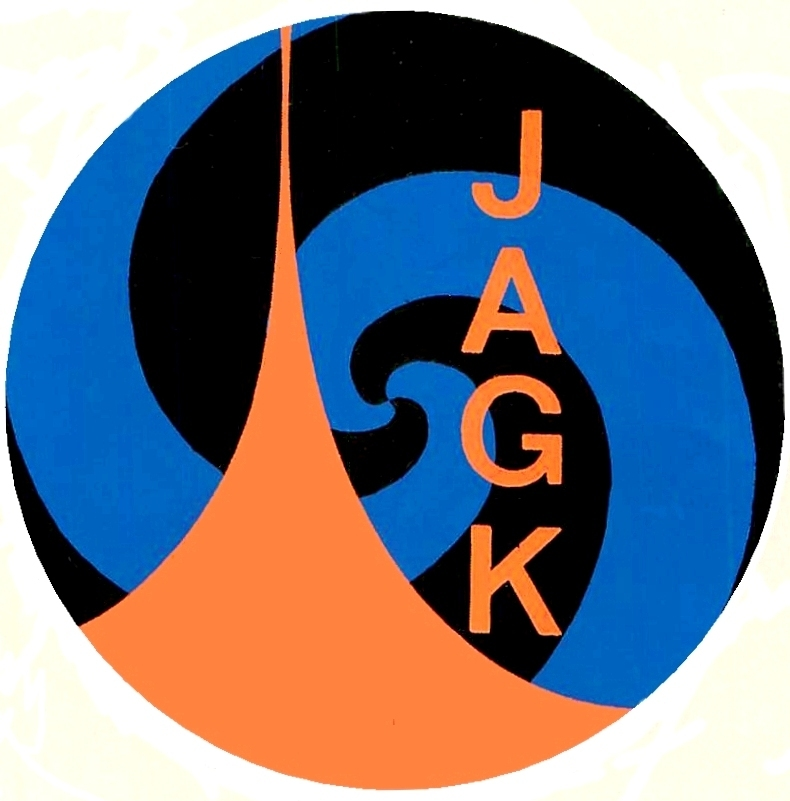
Logo der JAGK 1973

Am 10. Juli 1971 gründeten einige jugendliche Mitglieder der DAG in Leipzig die Jugendarbeitsgruppe Kosmos (JAGK). Raumfahrtinteressierte Jugendliche trafen sich unter Leitung von Bernhard Priesemuth zu Veranstaltungen und gaben die Publikation KOSMOS-Kurier heraus. Nach Zersetzungsmaßnahmen der Stasi wurde die Gruppe 1975 aufgelöst.
Nach dem gemeinsamen Raumflug der DDR mit der Sowjetunion im August 1978 wurde die DAG, auch bereits als Astronautische Gesellschaft der DDR bezeichnet, im Februar 1979 erweitert. Sie übernahm vor allem durch die anwachsende Mitwirkung der DDR im Interkosmos-Programm der sozialistischen Staaten neue Aufgaben und wurde in die Gesellschaft für Weltraumforschung und Raumfahrt der DDR (GWR) umbenannt.
Die Durchführung des 41. Kongresses der IAF in Dresden im Oktober 1990 beendete das internationale Wirken der GWR. Die Gesellschaft löste sich zum 31. Dezember 1991 auf, woraufhin ein Teil der etwa 300 Einzelmitglieder in die Deutsche Gesellschaft für Luft- und Raumfahrt – Lilienthal-Oberth e. V. (DGLR) wechselte.

## Wirken
Ab dem Jahr 1960 wurden von der DAG in zwangloser Folge detaillierte Schnellinformationen zu allen Starts von Raumflugkörpern veröffentlicht. Zusammen mit dem Zentralen Fachausschuss für Astronomie des Deutschen Kulturbundes gab die DAG ab dem Jahr 1963 eine eigene Fachzeitschrift mit dem Namen „Astronomie und Raumfahrt“ heraus. Die DAG förderte wissenschaftliche Arbeiten, die astronautischen Themen gewidmet waren, führte Tagungen und wissenschaftliche Diskussionen durch und betrieb auf internationaler Ebene Zusammenarbeit und Materialaustausch mit anderen astronautischen Gesellschaften. Die DAG bzw. GWR betrieb von 1964 bis etwa 1980 eine funktechnische Satellitenbeobachtungsstation namens „Junge Welt“ in Berlin.